# 대한민국 형법 제82조
대한민국 형법 제82조는 복권에 대한 형법총칙의 조문이다.

## 조문
제82조(복권) 자격정지의 선고를 받은 자가 피해자의 손해를 보상하고 자격정지 이상의 형을 받음이 없이 정지기간의 2분의 1을 경과한 때에는 본인 또는 검사의 신청에 의하여 자격의 회복을 선고할 수 있다.

第82條(復權) 資格停止의 宣告를 받은 者가 被害者의 損害를 補償하고 資格停止 以上의 刑을 받음이 없이 停止期間의 2分의 1을 經過한 때에는 本人 또는 檢事의 申請에 依하여 資格의 回復을 宣告할 수 있다.

## 참조 조문
헌법 제79조 ①대통령은 법률이 정하는 바에 의하여 사면·감형 또는 복권을 명할 수 있다.
②일반사면을 명하려면 국회의 동의를 얻어야 한다.
③사면·감형 및 복권에 관한 사항은 법률로 정한다.

사면법 제6조(복권의 제한) 복권은 형의 집행이 끝나지 아니한 자 또는 집행이 면제되지 아니한 자에 대하여는 하지 아니한다. [전문개정 2012.2.10.]

## 같이 보기
- 대한민국 헌법 제79조

## 참고 문헌
- 신이철, 형법총론, 경찰승진연구회, 2005. ISBN 9788988777886
- 조현욱, 형법총론강의, 진원사, 2008 ISBN 9788990904621
- 손동권, 형법총론, 栗谷出版社, 2011. ISBN 9788991830936